# Aris Alexandrou
Aris Alexandrou (griechisch Άρης Αλεξάνδρου; * 24. November 1922 in Petrograd; † 2. Juli 1978 in Paris), bürgerlicher Name Aristoteles Vassiliadis, ist trotz des geringen Umfangs seines Werks einer der wichtigen Schriftsteller der modernen griechischen Literatur.

## Leben
Aristotelis Vassiliadis, der sich später den Namen Aris Alexandrou gab, wurde als Sohn eines griechischen Vaters und einer russischen Mutter geboren. 1928 zog die Familie nach Thessaloniki und dann nach Athen. 1942 gab er ein Universitätsstudium auf, um als Übersetzer zu arbeiten. Zugleich schloss er sich einer Widerstandsgruppe der linken ELAS an, die er jedoch aus Protest gegen die dort herrschende sture Parteidisziplin bald wieder verließ. Dennoch wurde er 1944 auf Intervention der Engländer interniert (bis April 1945). Die Jahre 1947–51 verbrachte er in Verbannung, weil er sich weigerte, eine Loyalitätserklärung für die rechte Regierung abzugeben. 1952 wurde er wegen Betrugs zu 10 Jahren Haft verurteilt, die Haftstrafe wurde später reduziert und 1957 wurde er freigelassen. Kurz nach dem Staatsstreich der Junta unter Georgios Papadopoulos vom 21. April 1967 ging er nach Paris ins Exil und blieb dort auch nach dem Sturz des Militärregimes (1974). Am 2. Juli 1978 ist er in Paris gestorben.

## Die Kiste
Alexandrous berühmtestes Werk ist sein Roman Die Kiste (Το Κιβώτιο). Darin erzählt der einzige Überlebende eines Selbstmordkommandos, der nun – ohne den Grund zu kennen – inhaftiert ist. Er schreibt Tag für Tag auf nummerierten Blättern zu Händen des Genossen Untersuchungsrichters, ohne zu wissen, ob dieser den Text überhaupt liest. Die Geschichte handelt von einer Spezialeinheit, die im griechischen Bürgerkrieg 1949 eine verschlossene Kiste von N. nach K. transportieren musste. Dieser Auftrag sei von kriegsentscheidender Bedeutung, hieß es. Wer unterwegs krank oder verletzt wurde, musste Zyankali nehmen, um den Transport nicht aufzuhalten. Täglich musste die Position dem Hauptquartier per Funk gemeldet werden, worauf man Anweisungen für den folgenden Tag erhielt. Es stand für den Erzähler außer Zweifel, dass der Auftrag zu erfüllen sei, obwohl die Gruppe schließlich erkannte, dass sie vom Hauptquartier buchstäblich im Kreis herumgeschickt wurde. Nachdem alle Kameraden tot waren, schickte der Erzähler eine letzte Positionsmeldung per Brieftaube und entschloss sich eigenmächtig, die Kiste nach K. zu bringen. Als man sie öffnete, sah man, dass sie leer war.
In den Berichten an den Untersuchungsrichter greift der Erzähler immer wieder zurück auf frühere Ereignisse in seinem Leben als Partisan. Vieles wird mehrfach erzählt, in immer wieder neuen Varianten oder Deutungen. Nach dem letzten Bericht, einem fulminanten Text von 30 Seiten ohne Absatz, hat der Leser den Eindruck, letztlich wisse niemand, „wie es eigentlich gewesen“ sei. Fest steht nur eines: Man muss der Partei gehorchen. Dieses Dogma wird jedoch von den Ereignissen immer mehr in Frage gestellt.
Der Text ist eine Parabel ohne Auflösung. Diese spielt im Nirgendwo, in einer absurden Welt. Der Erzähler versucht, sich in ihr zu behaupten, ohne besonders tapfer oder feige zu sein. Alle Versuche, in dieser Welt einen Sinn zu sehen, müssen scheitern.

## Weitere Werke
Alexandrou schrieb auch Gedichte und übersetzte Werke von Dostojewski, Gorki, Ehrenburg und Anna Andrejewna Achmatowa.

## Publikationen
Gedichte: 
- Ακόμη τούτη η άνοιξη, 1946.
- Άγονος γραμμή, 1952.
- Ευθύτης οδών, 1958.
- Ποιήματα (1941–1971), 1971,
- Ποιήματα (1941–1974), Verlag Ypsilon, Athen 1978.

 Prosa: 
- Η Αντιγόνη (Διαλογικό), 1960.
- Το Κιβώτιο (μυθιστόρημα), Verlag Kedros, Athen 1975 (La Caisse, Traduit du grec par Colette Lust, Verlag Passeur, Paris 1975; Die Kiste. Aus dem Griechischen mit einem Nachwort von Gerhard Blümlein. Verlag Antje Kunstmann, München 2001)